# Ingrid van Bergen
Pour les articles homonymes, voir Bergen.
Ingrid van Bergen, née le 15 juin 1931 dans la ville libre de Dantzig (Allemagne), aujourd'hui Gdańsk, en Pologne, est une actrice allemande.
Elle est apparue dans une centaine de films depuis 1954.

## Biographie
Ingrid van Bergen a passé sa petite enfance à Masuren (province de Prusse-Orientale), elle a souvent rendu visite à ses grands-parents à Gdansk. Sa mère a reçu la Croix d’honneur de la mère allemande en raison de la naissance de ses quatre enfants.
Elle s'est mariée à quatre reprises, notamment l'artiste de cabaret Erich Sehnke, le père de sa fille Andrea  mais aussi avec l'acteur Michael Hinz et est la mère de Carolin van Bergen, également actrice .
Dans la nuit du 2 au 3 février 1977, elle tire sur son amant de 33 ans, le courtier financier Klaus Knaths, avec un revolver, dans une villa du lac de Starnberg. Klaus Knaths a été touché par deux balles (dans la poitrine et dans le ventre) et a succombé peu de temps après à ses blessures. Les faits ont suscité beaucoup d'attention de la part des médias allemands ,, Elle a été condamnée le 27 juillet 1977 pour homicide involontaire à sept ans d'emprisonnement. Après avoir purgé les deux tiers de la peine de prison dans la prison pour femmes d'Aichach en Bavière, elle a été libérée le 2 octobre 1981 pour bonne conduite.
En 1994, Ingrid van Bergen s'installe à Majorque, où elle se consacre au bien-être animal et héberge plus de 100 animaux dans sa finca (sa ferme) . Sept ans plus tard, elle quitte Majorque et emmène ses animaux vers l’Allemagne dans la lande de Lüneburg.
En 2013, elle rejoint le Parti de la Protection des Animaux (Die Partei Mensch Umwelt Tierschutz) .
Dans une interview accordée au magazine Stern, elle déclare être bouddhiste . Dans une autre interview au même magazine en janvier 2013, Ingrid van Bergen annonce qu'elle quitterait bientôt la Lande de Lunebourg pour Hambourg. Végétarienne , elle écrit des petits articles sur les animaux.

## Carrière
Après avoir obtenu son diplôme d'études secondaires, elle suit une formation d'actrice à la Hochschule für Musik und Theater Hamburg. En 1953, elle devient cofondatrice du cabaret Die Kleinen Fische . L'année suivante, elle est découverte par Helmut Käutner et jouera beaucoup au théâtre surtout à Berlin.
Dans les années 1950 et 1960, Ingrid Van Bergen était l'une des actrices de cinéma allemandes les plus connues. Elle s'est aussi fait connaître grâce à sa voix éraillée. Elle incarnait souvent des serveuses, des prostituées et des femmes au foyer infidèles. Elle a joué par exemple avec O. W. Fischer et Heinz Rühmann. Suivront environ 200 productions cinématographiques et télévisuelles, également sur le plan international  avec Kirk Douglas, Robert Mitchum, William Holden et Giulietta Masina. En plus du cinéma, le théâtre est resté un volet important de sa vie. Elle a joué sur de grandes scènes à Berlin, Hambourg et Munich.
Ensuite, sa carrière se concentre sur les séries télévisées.
Durant les mois d'été 2005 à 2008, Ingrid Van Bergen est membre du Festival de Störtebeker à Ralswiek sur l'île de Rügen  Dès 2009, elle joue dans la série Le Journal de Meg où elle tient le rôle de Mechthild Von Buhren. En 2010, elle joue dans la pièce de Philipp Moog intitulée Die Nadel der Kleopatra (L’aiguille de Cléopâtre).
Également actrice de doublage, Ingrid van Bergen a prêté sa voix à Honor Blackman (El Capitano), Annie Girardot (Les novices), Claude Gensac (Mon cher Petit Village),  Lee Grant (Plaza suite) et Kathleen Turner (Californication) .

## Filmographie

### À la télévision
- 1972: Tatort : Rattennest
- 1986: Un cas pour deux : Fasolds Traum
- 1991: Derrick : Tendresse fugitive (Wer bist Du, Vater ?) [11]
- 1992: Wolff police criminelle : Mord hat Vorrang
- 1993: Derrick : Soif de vérité (Mann im Regen)
- 1996: Tatort : Schlaflose Nächte
- 2009–2011 : Le journal de Meg

### Au cinéma
- 1954 : Portrait d'une inconnue : Jacqueline, eine Modell
- 1955 : Ingrid: Die Geschichte eines Fotomodells
- 1955 : Le Général du Diable : Lyra Schöppke
- 1955 : Les Bandits de la route (Banditen der Autobahn) : Inge
- 1955 : Die Herrin vom Sölderhof
- 1956 : Heute heiratet mein Mann : Ulla Radtke, Mannequin
- 1958 : La Muselière (de) (Der Maulkorb) : Modell Mariechen
- 1958 : Wir Wunderkinder : Evelyne Meisegeier
- 1958 : Meine 99 Bräute (de) : Sophie
- 1958 : Der eiserne Gustav : Gertrud Hartmann
- 1959 : La Rage de vivre (Verbrechen nach Schulschluß) d'Alfred Vohrer : la bonne
- 1959 : Le Phalène bleu : Revuegirl
- 1959 : Des roses pour Monsieur le Procureur (Rosen für den Staatsanwalt) : Lissy Flemming
- 1959 : Drillinge an Bord : Diana
- 1960 : Opération coffre-fort (Bumerang) : Else
- 1960 : Ich schwöre und gelobe : Frau Roth
- 1960 : La Grande Vie (Das kunstseidene Mädchen) de Julien Duvivier : Ulla
- 1960 : Cambriolage en musique (Kein Engel ist so rein) : Kitty
- 1960 : Wir Kellerkinder (We Cellar Children) : Almuth Prinz
- 1960 : Le Vengeur défie Scotland Yard (Der Rächer) : Stella Mendoza
- 1961 : Ville sans pitié (Town Without Pity) : Trude
- 1961 : Qui êtes-vous, Monsieur Sorge ? : Lilly Braun
- 1961 : Le Narcisse jaune intrigue Scotland Yard (Das Geheimnis der gelben Narzissen) : Gloria
- 1962 : Dicke Luft : Beatrice
- 1962 : Trahison sur commande (The Counterfeit Traitor) : Hulda Windler
- 1962 : Genosse Münchhausen : Betty Altmann
- 1962 : Tunnel 28 (Escape from East Berlin) : Ingeborg Schröder
- 1962 : Je ne suis qu'une femme (Ich bin auch nur eine Frau) : Annabella
- 1963 : Allotria in Zell am See : Dolly Barsen
- 1963 : Erotikon - Karussell der Leidenschaften : Die Frau
- 1964 : Le Ranch de la vengeance (Heiss weht der Wind) : Linda
- 1964 : Freddy, Tiere, Sensationen : Isodora
- 1965 : Moi et les hommes de quarante ans : Valérie Delcasse
- 1967 : Katz und Maus : Tante von Mahlke
- 1967 : Les Fausses Vierges (Jungfrau aus zweiter Hand) : Irene
- 1968 : Die Nichten der Frau Oberst : Clarissa (Frau Oberst) (voix)
- 1969 : Willst du ewig Jungfrau bleiben?
- 1969 : Auf Scheißer schießt man nicht
- 1969 : Les Contes de Grimm pour grandes personnes (Grimms Märchen von lüsternen Pärchen) : Queen
- 1969 : Champagner für Zimmer 17 : Tänzerin Drago (voix)
- 1970 : Was ist denn bloß mit Willi los? : Dr. Sigrid Kubin
- 1971 : Le Sabbat des vampires (Gebissen wird nur nachts) de Freddie Francis : Mlle Niessen
- 1972 : Zum zweiten Frühstück heiße Liebe : Grüne Witwe
- 1972 : Was wissen Sie von Titipu? : Katisha
- 1973 : Alle Menschen werden Brüder (de) : Nachtclub-Sängerin
- 1984 : Horror Vacui : Journalistin
- 1985 : Richy Guitar : Mutter
- 1987 : Der Madonna-Mann : Charly
- 1988 : Hotel St. Pauli : Hotellvertinne
- 1989 : Jenseits von Blau : Mme von Eckstein
- 1990 : Neuner
- 1992 : Den demokratiske terroristen : Caféägare
- 1993 : Barmherzige Schwestern : Mme Steiger
- 1994 : Einfach nur Liebe : Richterin
- 1995 : Pakten : Wenche Haas
- 1996 : Ein fast perfekter Seitensprung : Siglinde von Platt
- 1997 : Eine fast perfekte Scheidung : Siglinde von Platt
- 2001 : Meine polnische Jungfrau : Regine Schafmeyer
- 2003 : Bonjour l'angoisse (Der alte Affe Angst) : Hannelore K.
- 2004 : Autobahnraser : Alte Dame
- 2007 : Neues vom Wixxer : Bedienung
- 2009 : Berlin : Rose-Marie Meyers
- 2009 : Dinosaurier : Mme Heimes